# Famille de Forbin
Pour les articles homonymes, voir Forbin.
La famille de Forbin est une famille éteinte de la noblesse française, originaire de Provence. Enrichis dans le commerce à Marseille, ses membres ont illustré l'histoire de la Provence et du Comtat-Venaissin. Plusieurs personnages de cette famille se sont distingués au service du royaume de France, du Parlement de Provence et de l'Église catholique romaine. Elle a laissé un patrimoine architectural et artistique considérable en Provence à travers des hôtels et des châteaux.

## Histoire
La famille de Forbin est issue d'un pelletier de Langres. Le nom de Forbin fait son apparition en Provence au cours de la dernière décennie du XIVe siècle. Installé à Aix puis à Marseille, le maître peaussier Guillaume Forbin (alias Fourbin), originaire de la ville de Langres, et habitant d'Aix, s'établit définitivement dans la cité phocéenne vers 1392-1394. Enrichis dans le commerce maritime méditerranéen, les Forbin comptaient une cinquantaine d'années plus tard au nombre des plus puissantes familles marchandes marseillaises,.
Pour certains généalogistes des XVIIIe et XIXe siècles, le nom serait d'origine écossaise, seigneurie de Forbes, près d'Aberdeen, mais depuis, J. de Duranti de La Calade a découvert en 1926 que les Forbin sont venus de Langres à Marseille à la fin du XIVe siècle.
La meilleure source de la genèse familiale des Forbin reste celle des actes de la pratique notariale marseillaise et provençale du XIVe siècle, XVe siècle et de la première moitié du XVIe siècle.
- 1391. Testament d'un Bourguignon qui exerçait à Aix en 1391 le métier de cordonnier, appelé Henri de Rouchan ou, plus probablement, Ronchamp, qui est le nom d'une commune de la Haute-Saône, canton de Champagney. Le testateur choisit Guillaume Forbin, pelletier de Bourgogne, habitant d'Aix, parmi ses exécuteurs testamentaires, et fait à Jean, fils de Guillaume, encore en bas âge, un legs sous la condition de réciter, chaque jour, les sept Psaumes de la Pénitence durant toute l'année qui suivra son décès[4].
- 1405-1406. Décharge donnée par Guillaume Forbin et par Jean Forbin, son fils, pour la dot de Marguerite Davin, femme de ce dernier. C'est tout ce qui reste de ce mariage dans le protocole de Pierre Calvini, notaire de Marseille (1405, fol. 73), l'acte lui-même, qui remplissait les feuillets 67 à 72, ayant été découpé et enlevé à dessein [5].

Cette famille a formé plusieurs branches, dont les principales sont celles de Forbin-Janson, de Forbin d'Oppède, de Forbin-Solliès, de Forbin de Sainte-Croix des Issarts, de Forbin-Gardanne, de Forbin-La Roque et de Forbin-La Barben.
Elle a possédé les châteaux de La Barben, de La Verdière, de Sauvan, de La Fare, des Issarts, de Solliès, de Sainte-Croix-de-Verdon, de Peyrolles, de Mane, de Bonneval, de la Roque d'Anthéron, de Janson, de Saint Roman à Beaucaire, de Lagoy, de la Martre, de Gardanne, de Saint Marcel, d'Oppède-le-Vieux, de Villelaure et de Ménerbes, l'hôtel de Forbin sur le cours Mirabeau d'Aix-en-Provence et l'hôtel Palamède de Forbin.

## Personnalités
- Louis de Forbin de Solliès, premier conseiller au parlement de Provence en 1499 ;
- Palamède de Forbin (mort en 1508) ;
- Gaspard de Forbin (v. 1552-1637), personnalité politique ;
- Vincent-Anne de Forbin-Maynier, (1559-1631), premier président au Parlement de Provence ;
- Paul-Albert de Forbin (1580-1661), lieutenant général des galères, grand prieur de Saint-Gilles de l'ordre de Saint-Jean de Jérusalem[6] ;
- Henri de Forbin-Maynier (1620-1671), premier président au Parlement de Provence, fils du précédent ;
- Louis de Forbin d'Oppède (1622-1675) évêque de Toulon, frère du précédent ;
- Toussaint de Forbin-Janson (1625-1713), dit le cardinal de Janson, évêque ;
- Louis de Forbin (1632-1684), abbé commendataire de Preuilly (1678-1684), capitaine-lieutenant de la 1re compagnie des mousquetaires du roi, major général des quatre compagnies des gardes du corps du roi ;
- Claude de Forbin (1656-1733), officier de marine français ;
- Joseph de Forbin (1663-1728), officier français, gouverneur d'Antibes ;
- Jacques de Forbin-Janson (1680-1741), archevêque d'Arles ;
- Joseph Forbin des Issarts (1775-1851), député de Vaucluse
- Auguste de Forbin (1777 - 1841), peintre, élève de David, directeur du musée du Louvre.
- Charles-Auguste-Marie-Joseph de Forbin-Janson (1785-1844), évêque de Nancy.

## Galerie de portraits

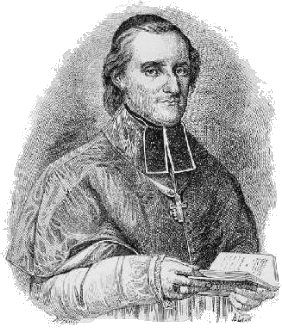
Charles de Forbin-Janson (1785-1844)
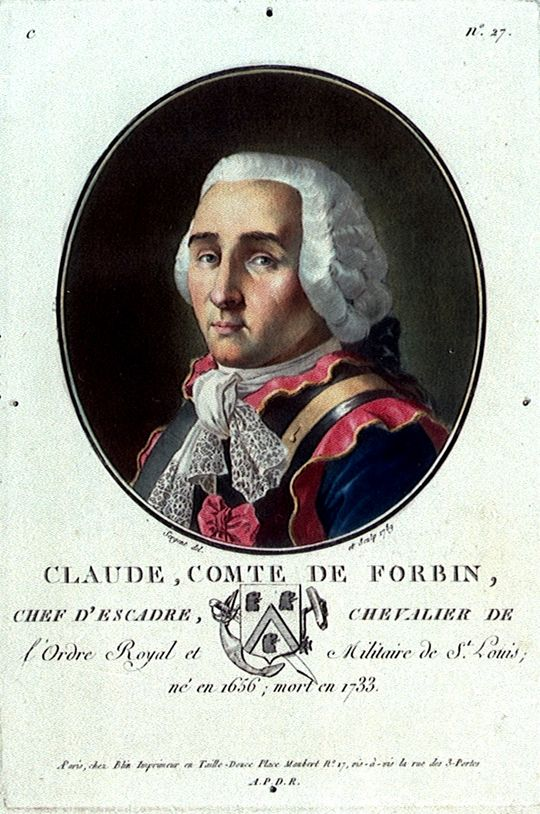
Claude de Forbin
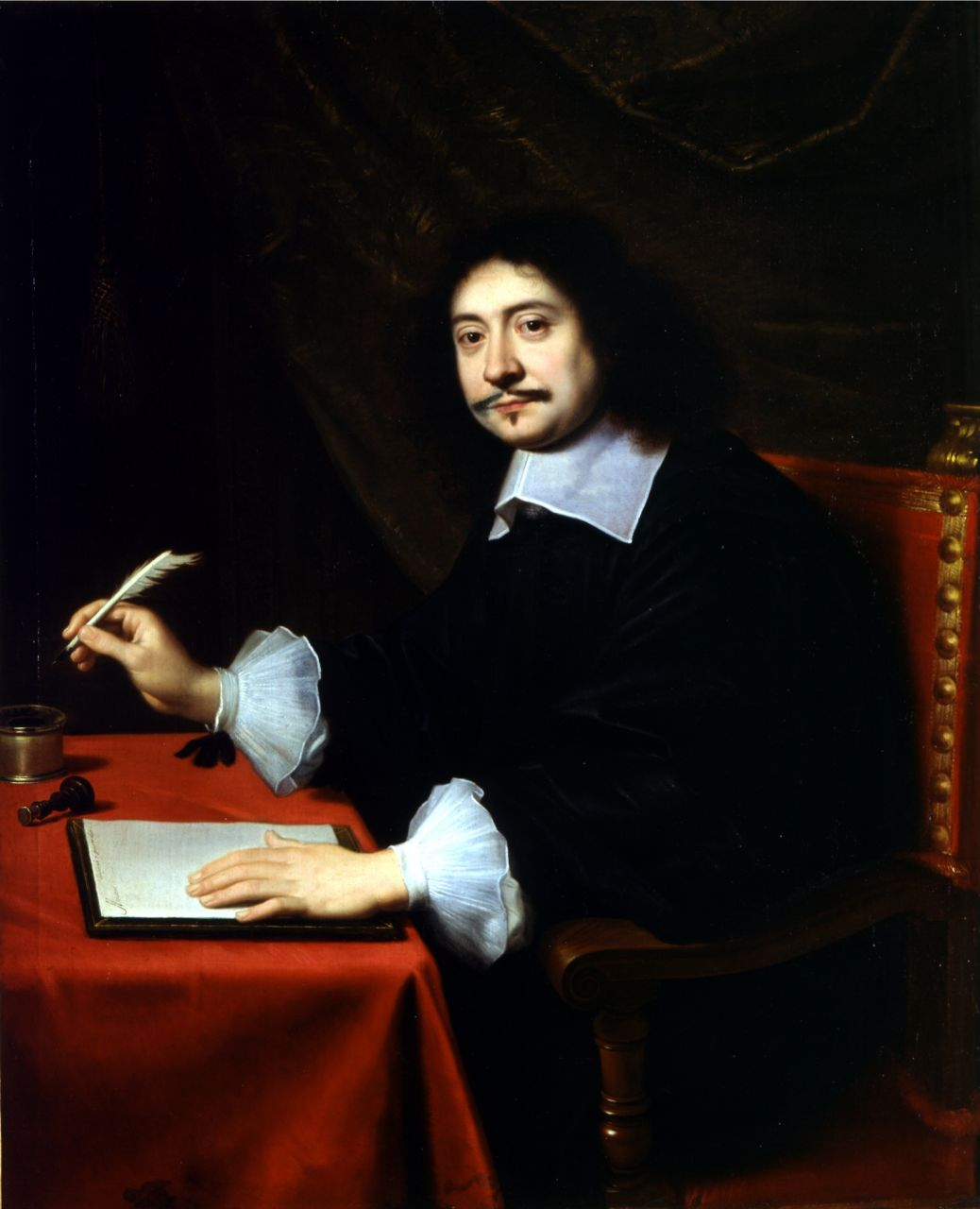
Henri de Forbin-Maynier
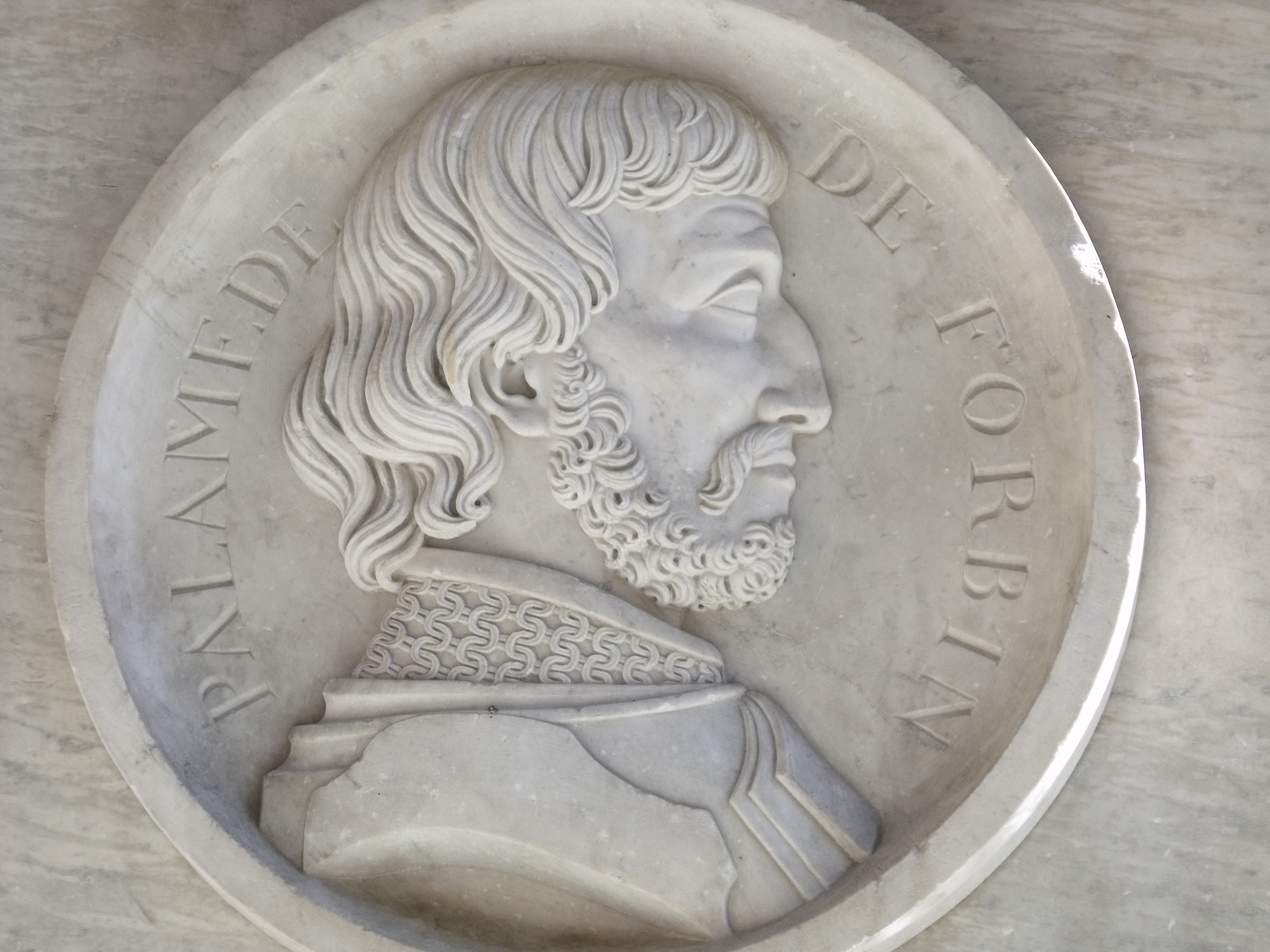
Palamède de Forbin
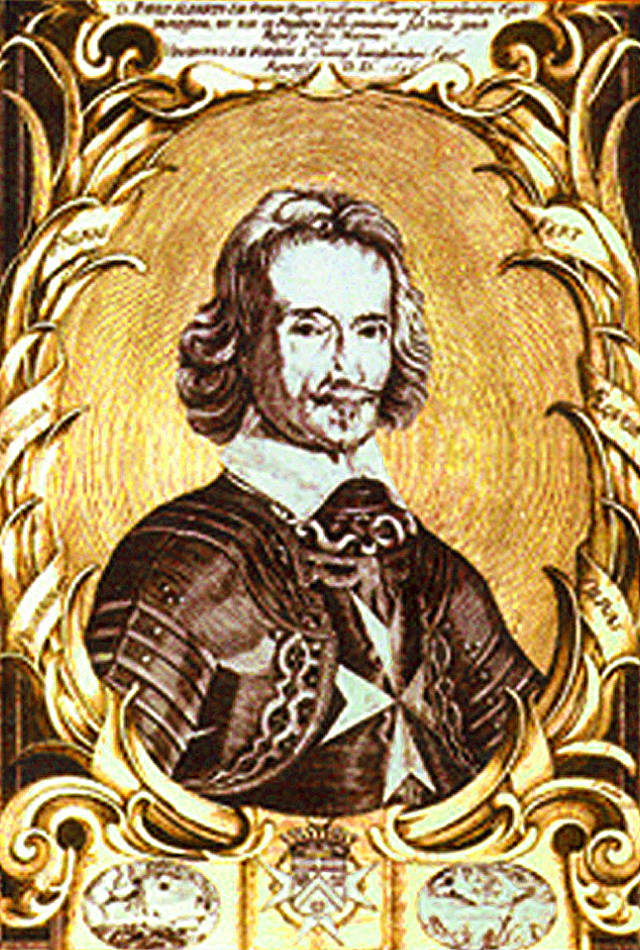
Paul-Albert de Forbin
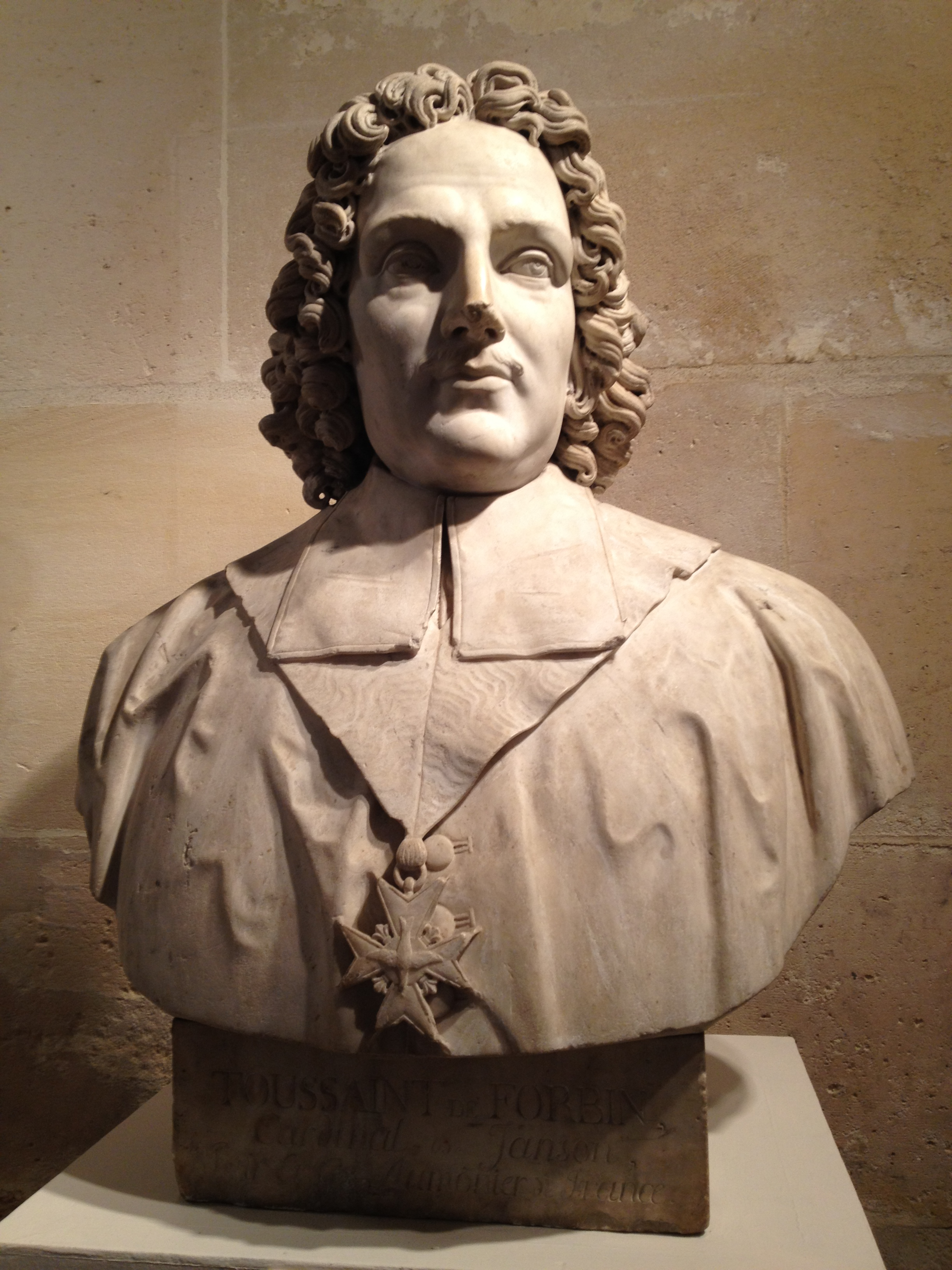
Toussaint de Forbin-Janson
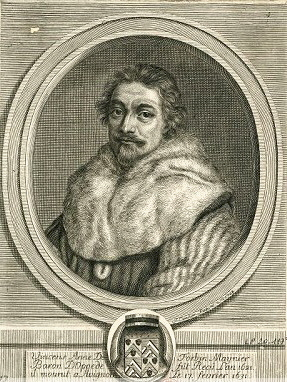
Vincent-Anne de Forbin-Maynier
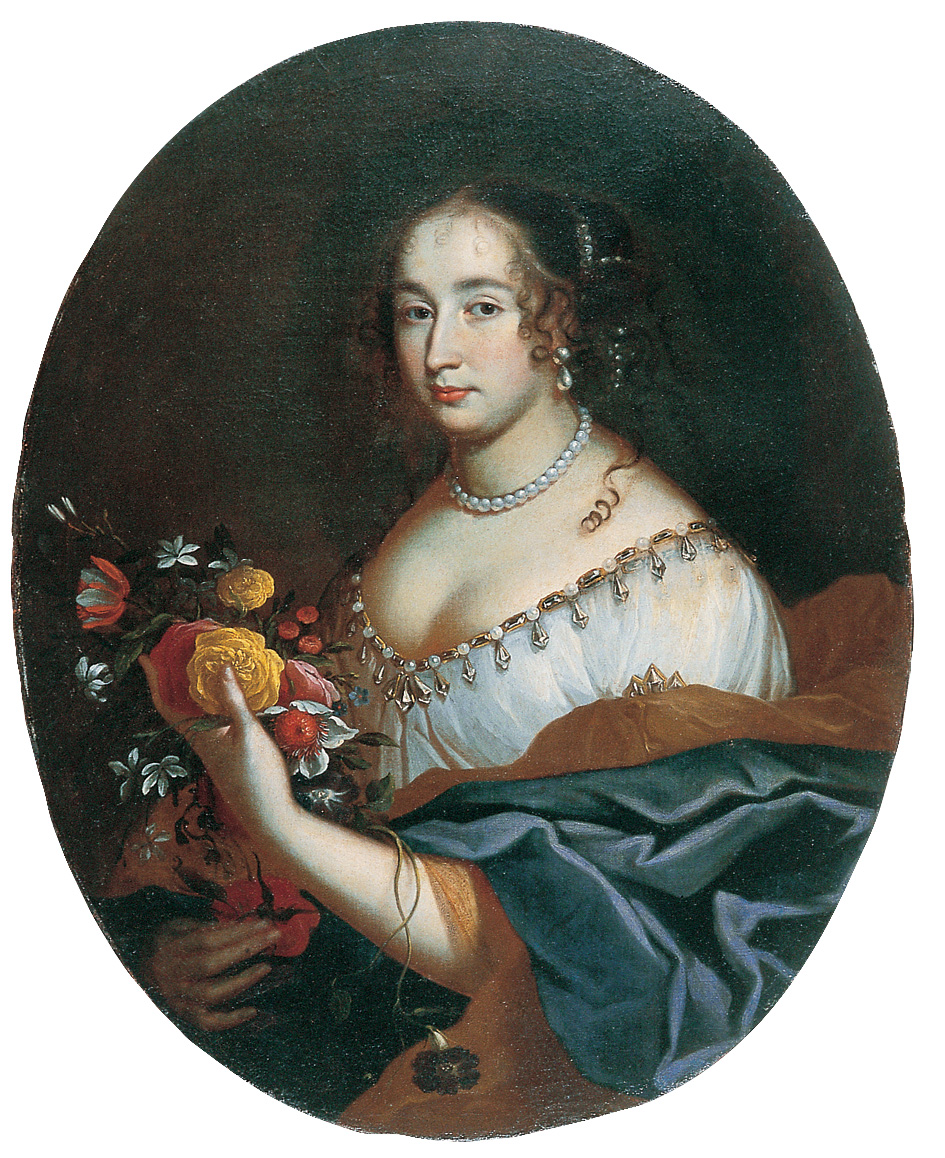
Lucrèce Forbin de Solliès, dite "La Belle du Canet"

- Les portraits de la famille de Forbin connus à ce jour ont été reproduits et publiés dans le catalogue raisonné Regards du passé. Les 250 portraits de la famille de Forbin, Cardère Éditions, 2019, 336 pages, par Alexandre Mahue.

## Filiation
Les différentes branches de la maison de Forbin d'après La Chenaye-Desbois.
- La branche aînée s'éteint au XVe siècle[8].
  - Branche cadette éteinte au XVIe siècle[8].
  - Branche puinée[8], puis branche des seigneurs et marquis de Janson, dont le premier membre est Jean de Forbin (second fils de Guillaume de Forbin et Gauffride Borgarelli), consul de Marseille dans les années 1425, 1431, 1443. Il épouse Isogarde de Marini. Toutes les autres branches sont issues de celle-ci. Toussaint de Forbin-Janson appartient à cette branche, ainsi que Jacques de Forbin-Janson et Joseph de Forbin. La terre de Janson est érigée en marquisat en mai 1626[7].
    - Branche de Soliers (ou Solliès), dont le premier membre est Palamède de Forbin dit « le Grand » (second fils de Jean de Forbin-Janson et Isogarde de Marini), conseiller et chambellan du roi René dans les années 1470[7]. Son fils Louis de Forbin de Solliès fait également partie de cette branche.
    - Branche des seigneurs de Gardanne, dont le premier membre est Jacques (troisième fils de Jean de Forbin-Janson et Isogarde de Marini) frère de Palamède dit « le Grand », marié en 1452 avec Marthonne de Tenchevrière, premier consul de Marseille en 1480. Claude de Forbin appartient à cette branche[7].
    - Branche bâtarde établie à Lambesc, dont le premier membre est Paul, dit Paulet de Forbin (premier fils naturel de Jean II de Forbin)[7].
    - Branche des seigneurs de La Barben, dont le premier membre est Bernardin de Forbin (troisième fils de Jean II de Forbin et Martone de Lipazzi ou delli Pazzi), marié en 1513 avec Melchione de Cabanes dame de la Fare[7]. Auguste de Forbin appartient à cette branche[8].
      - Branche des seigneurs de la Fare, barons et marquis d'Oppède, dont le premier membre est Vincent de Forbin (second fils de Bernardin de Forbin La Barben et Melchione de Cabanes), trois fois premier consul de Marseille de 1545 à 1567[7].
        - Branche des seigneurs de la Sainte-Croix, dont le premier membre est François de Forbin, (second fils de Jean de Forbin, seigneur de La Fare, et Claire de Peruzzi), marié le 17 février 1605 avec Lucrèce de Barthélemy, dame de Sainte-Croix[7].
          - Branche des seigneurs des Issarts, dont le premier membre est Jean-Baptiste-Isidore-Ignace de Forbin des Issarts (fils de François-Palamède de Forbin seigneur de Sainte-Croix, des Issarts et des Angles, et Marie-Françoise Amat de Graveson), capitaine de Dragons au régiment de Septimanie, épouse en 1767 Léontine d’Arcussia. Joseph Forbin des Issarts fait partie de cette branche[8].

    - Branche des seigneurs de La Roque, dont le premier membre est Annibal de Forbin (second fils de Gaspard de Forbin et Marguerite de Pontevès), mort en 1612 lors d'un duel contre Alexandre Dumas de Castellane-Allemagne[7]. Melchior, président au parlement d'Aix, fut marquis de La Roque en 1653 (transmis à son gendre Claude de Milani).

## Armes & devise
- Armes : D'or au chevron d'azur, accompagné de trois têtes de léopard de sable, lampassées de gueules[9],[7]. (Il existe une variante assez commune aux têtes de léopard d’azur)[8].
- Devise : « Tu m'as fait comte, je te fais roi » (Regem ego comitem me comes regem) ; la devise est une référence au rattachement de la Provence au royaume de France, pour laquelle Palamède de Forbin a joué un rôle important et fut récompensé avec la place de gouverneur et lieutenant-général de Provence ; une fonction qui lui donnait autant de pouvoir qu'un roi, d'après une plaisanterie de Louis XI[1].

## Hommages
Six navires de la Marine nationale ont été nommés « Forbin » en l'honneur de Claude de Forbin, ainsi qu'une classe de croiseurs.
Voir :
- la frégate antiaérienne Forbin de type Horizon.
- le croiseur Classe Forbin.

Noms de lieux (liste non exhaustive) portant le nom Forbin, en lien avec la famille de Forbin:
- place Forbin, Aix-en-Provence, à proximité du cours Mirabeau[11].
- place Forbin, La Barben
- rue Claude-Forbin, Brest[12].
- rue de Forbin, Marseille[13].
- rue Forbin-Janson à Montréal, Québec[14], en mémoire de monseigneur de Forbin-Janson (1785-1844), évêque de Nancy.
- place Forbin, La Roque-d'Anthéron[15], une plaque gravée en souvenir de la naissance d'Auguste de Forbin en ce lieu y est visible.
- place Forbin, Salon-de-Provence.
- avenue Palamède-de-Forbin, Toulon.
- rue Claude-de-Forbin, Toulouse.
- rue de Forbin, Marignane
- rue de Forbin, Beaucaire
- boulevard Forbin, Gardanne

Une journée d'étude intitulée La famille de Forbin au XVIIIe siècle, fastes et rayonnement d'une grande famille provençale a été organisée par la Ville d'Aix-en-Provence et Alexandre Mahue, le 16 juin 2017, dans la salle des États de l'hôtel de ville d'Aix-en-Provence.